# Земсков, Фёдор Евгеньевич
Фёдор Евгеньевич Земсков (род. 13 января 1988, Калининград, Московская область) — российский футболист, игрок в пляжный футбол. Чемпион мира 2021 года, бронзовый призер чемпионата мира 2019 года.

## Биография
Родился в Калининграде Московской области. Воспитанник ЦСиО «Локомотив-2» Москва. В 2006—2008 годах играл на вратарской позиции в клубе второго дивизиона «Ника» Москва, в 27 играх пропустил 31 мяч.
С 2011 года играет нападающим в пляжном футболе. Выступал за клубы ЭЛМОНТ Королёв (2011—2013, Кубок России), ЦСКА (2014), «Динамо» Москва (2014—2015), «Крылья Советов» Самара (2016), «Спартак» Москва (2017—2020). С 2020 года — в «Локомотиве».
В составе сборной России участник Евролиги 2018, Европейских игр 2019, Межконтинентального кубка 2018.
Принимал участие в кубке Фратрии по быстрым шахматам, где показал 9-й результат среди 20 участников.

## Достижения
Командные
- Серебряный призёр Клубный чемпионат мира по пляжному футболу: 2020
- Бронзовый призёр чемпионата мира по пляжному футболу: 2019
- Серебряный призёр чемпионата России по пляжному футболу: 2020

Личные
- Рекордсмен сборной России по числу голов в одном матче[2]
- Обладатель премии «Главный гол 2019 года в России»[3]